# Schloss Melsungen

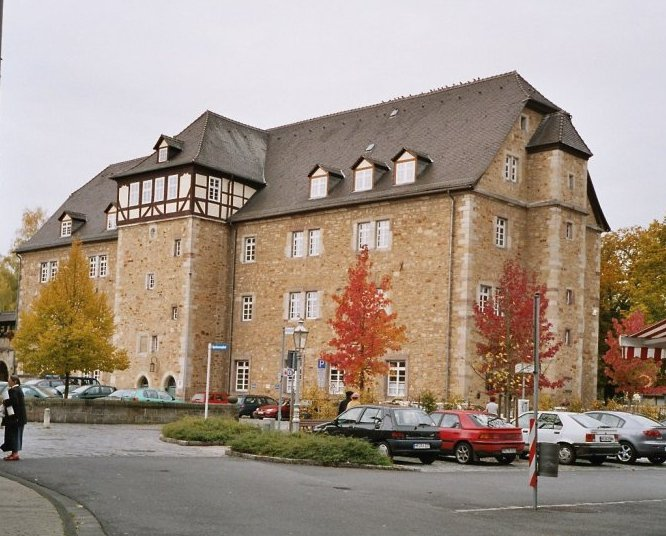
Das Melsunger Schloss aus Blickrichtung Osten mit dem vorspringenden Mittelrisalit mit aufgesetztem Fachwerkobergeschoss; auf der schmalen Seite ist die Auslucht erkennbar

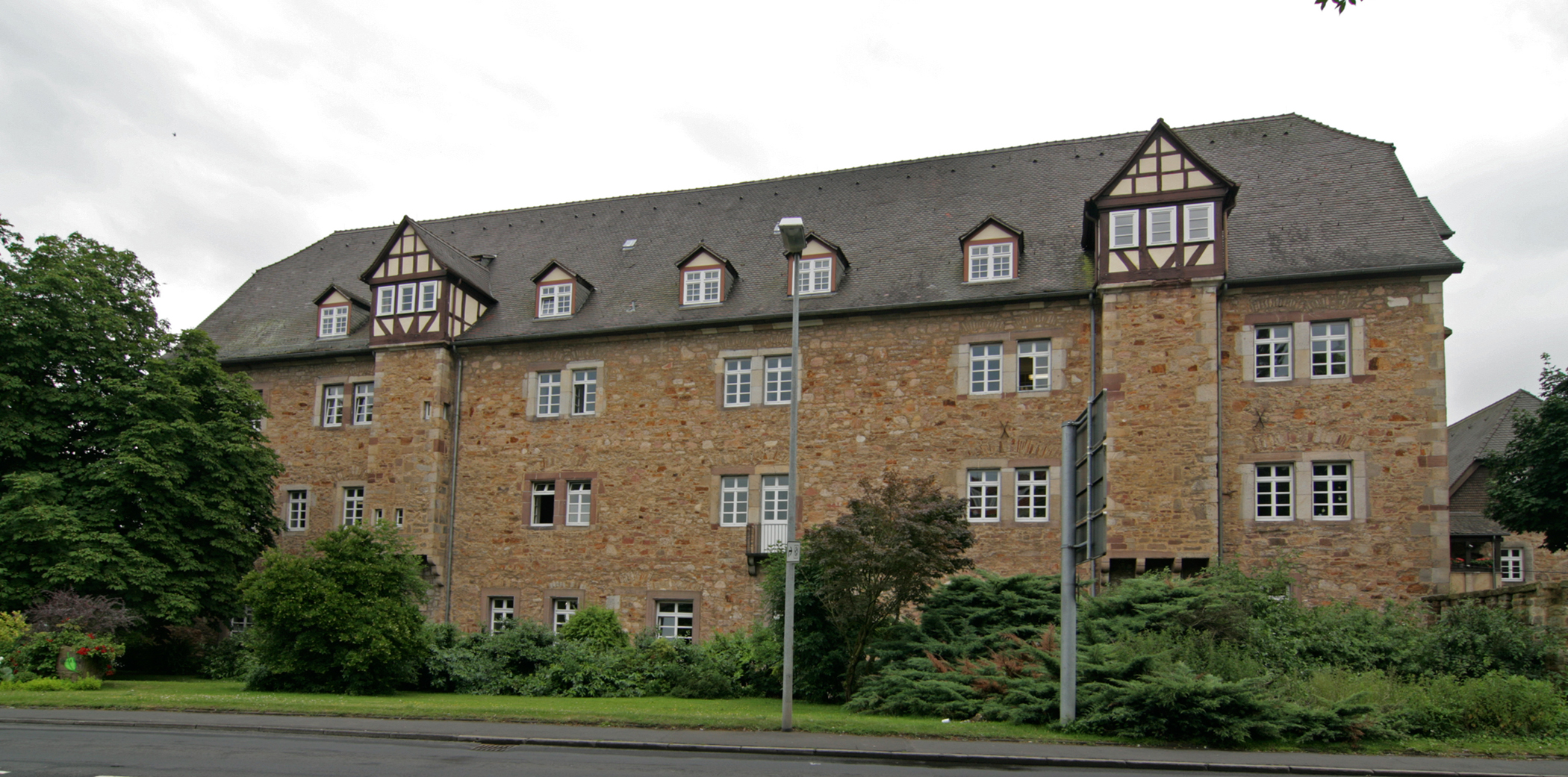
Die nordwestlich ausgerichtete Fassade des Schlosses mit zwei Erkern, die ebenfalls mit einem Fachwerkgeschoss abschließen

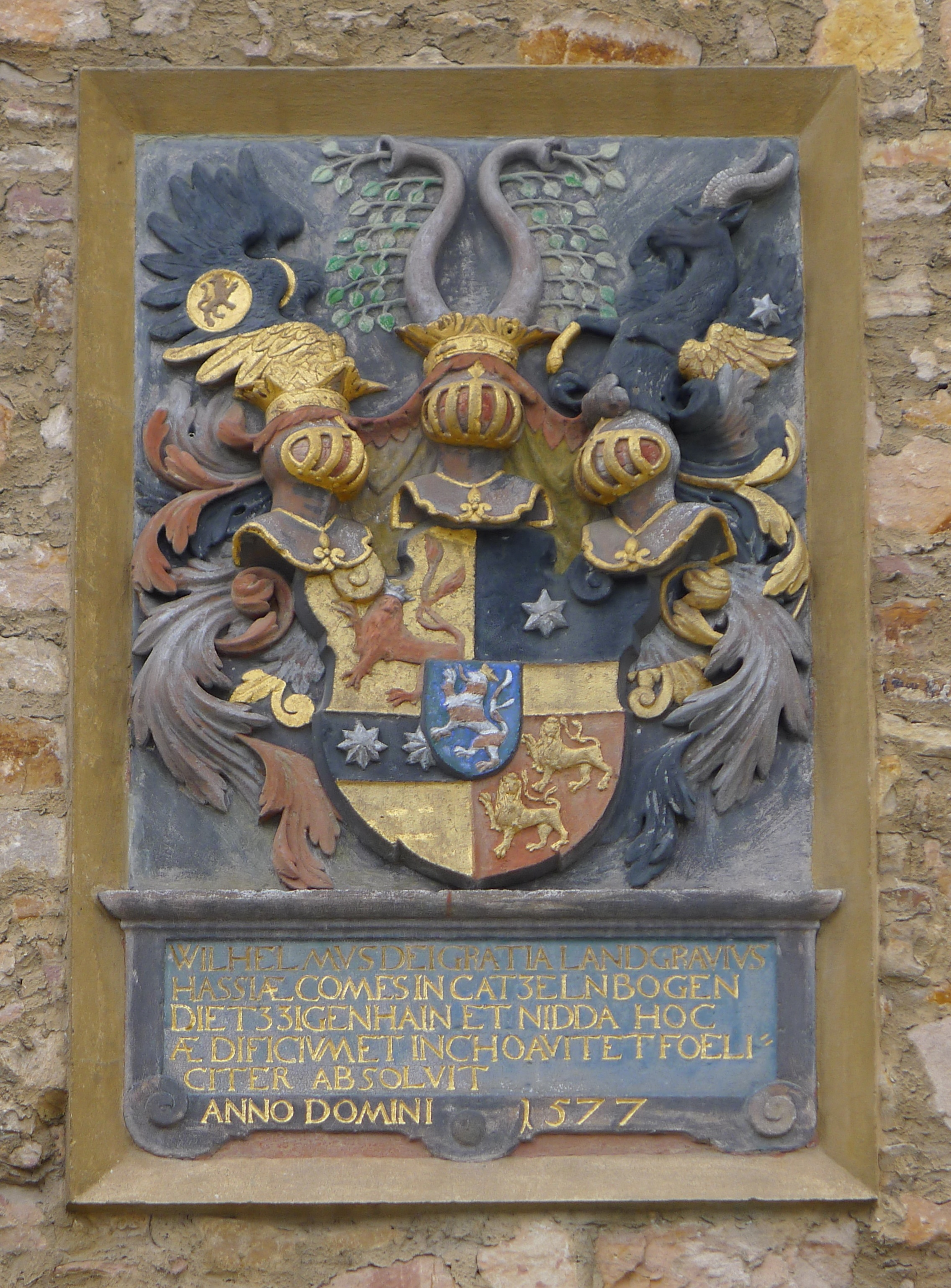
Hessisches Wappen des ersten Landgrafen der Landgrafschaft Hessen-Kassel Wilhelms IV. am Marstall

Das Schloss Melsungen ist ein Bau im Stil der späten Weserrenaissance in der nordhessischen Stadt Melsungen im Schwalm-Eder-Kreis. Es wurde 1550 bis 1557 durch Landgraf Wilhelm IV. von Hessen als Jagdschloss für seinen Vater, den Landgrafen Philipp den Großmütigen, errichtet. Heute befinden sich darin das Finanzamt des Schwalm-Eder-Kreises und das Amtsgericht Melsungen. 

## Die Vorgängerburg
Von 802 bis 817 wurde Milisunge mehrfach urkundlich als strategisch wichtige Wehranlage an einer Furt über die Fulda erwähnt. 973 schenkte Kaiser Otto III. Teile seiner Besitzungen in Elesenge in pago Hassim, darunter einen Militärbau, einem Dietrat von Melsungen. 1040 vermachte Graf Dietrich seine gesamten Melsunger Besitzungen dem Kloster Fulda.
Heinrich Raspe II. (1130–1155/57), Graf von Gudensberg aus dem Hause der thüringischen Ludowinger, betrieb als Vogt der Abtei Hersfeld die Entfremdung Melsungens aus dem Besitz Hersfelds und ließ an dem strategisch wichtigen Fuldaübergang der Straße von Gudensberg nach Thüringen eine Burg („burgus Milsungen“) errichten. Sie sicherte den „Sälzerweg“ (von Westen nach Osten), die „Nürnberger Straße“ (von Norden nach Süden) und die Handels- und Heeresstrasse „Durch die langen Hessen“. 1123 erlangte das Erzbistum Mainz die Lehnshoheit über Burg und Ort Melsungen. 1183 kaufte Erzbischof Konrad I. von Mainz die kleine Anlage von für 350 Mark von den Ludowinger Landgrafen von Thüringen, aber verpfändete sie schon 1193 wieder an den Landgrafen. 1193/94 wurde sie in einer Fehde zwischen Mainz und Thüringen zerstört, aber schon bald wegen ihrer wichtigen Lage durch die Landgrafen neu aufgebaut. In dieser Zeit wurde auch die Stadt Melsungen selbst mit einer Stadtmauer befestigt.
Im Thüringisch-Hessischen Erbfolgekrieg nach 1247 wurde die Burg teilweise zerstört, aber ebenfalls schon bald wieder hergerichtet. In der Folge war Melsungen wiederholt Streitobjekt zwischen den hessischen Landgrafen und dem Erzbistum Mainz. 1385 und 1387 eroberten Truppen des Erzbischofs Adolf I. die Burg. Nach einer Belagerung Kassels durch eine von Mainz geführte Allianz musste der hessische Landgraf Hermann II. in dem am 10. September 1387 abgeschlossenen Waffenstillstandsvertrag die Burg Melsungen abtreten. Zu Beginn des 16. Jahrhunderts war sie dann bereits baufällig und verfiel nach 1550.

## Das Schloss

### Geschichte
Philipp der Großmütige hatte noch vor seiner fünfjährigen Verbannung (1547 bis 1552), die ihm Kaiser Karl V. wegen seiner Rolle im Schmalkaldischen Krieg 1546/47 auferlegt hatte, in unmittelbarer Nähe zur alten Burg zwei Gärten vor dem Kasseler Tor der Stadt Melsungen gekauft. Sein Sohn und Statthalter Wilhelm IV. (1532–1592) begann 1550–1557 mit dem Bau eines Jagdschlosses. Nach seiner Rückkehr aus dem Exil in den Niederlanden setzte Philipp die Baumaßnahmen fort. Die alte Burg wurde abgerissen, um Platz für den 1577 unter Landgraf Wilhelm IV. vollendeten Marstall zu machen.
Im Dreißigjährigen Krieg quartierte sich 1625 Tilly im Schloss ein; seine Truppen lagerten noch bis 1626 in der Stadt. Von 1627 bis 1632 diente das Schloss Moritz dem Gelehrten von Hessen-Kassel als zeitweiliger Wohnsitz, nachdem er als Landgraf abgedankt hatte. 1643 wurde es durch ein Hochwasser der Fulda erheblich beschädigt. 1648 nahm der schwedische General Carl Gustav Wrangel kurzzeitig Quartier im Schloss. 1675 besuchte der spätere "Große Kurfürst" Friedrich Wilhelm von Brandenburg vor der Schlacht bei Fehrbellin seine Schwester, die hessische Landgräfin Hedwig Sophie, in Melsungen. Von 1733 bis 1806 wurden Schloss und Marstall als Garnison für landgräfliche bzw. kurfürstliche Kavallerie genutzt. Zwischen 1807 und 1813 nutzte Napoleons Bruder Jérôme Bonaparte, König von Westphalen, die Anlage in unregelmäßigen Abständen.
Ab 1821 diente der Bau nach Bildung der kurhessischen Landkreise als Verwaltungsgebäude. Von 1825 bis 1868 war er Sitz der kurfürstlich-hessischen Forstakademie; dort studierte u. a. 1836–1837 Karl von Grebe, der spätere Professor für Forstwissenschaft an der Forstschule Greifswald. 1841 wurde das Schloss ein weiteres Mal durch ein Fuldahochwasser in Mitleidenschaft gezogen.
Nach der preußischen Annexion des Kurfürstentums Hessen-Kassel wurde das Schloss Verwaltungsgebäude. Während des Zweiten Weltkriegs befand sich im Schloss und im so genannten Kreisgut im nahen Elbersdorf ein Gefangenenlager für britische Offiziere. Seit 1974 ist das Gebäude Sitz des Finanzamts, der Justizbehörde und zeitweise auch des Katasteramtes.

### Anlage
Die Anlage besteht heute aus dem Hauptgebäude, dem ehemaligen Wohnhaus der Burggrafen und dem Marstall. Die Bauten sind aus unverputztem Bruchstein-Mauerwerk mit Eckquaderungen. Das Schloss selbst ist ein schlichter dreigeschossiger, rechteckiger Bau mit einem rechteckigen Risalit mit Wendeltreppe an der Südseite und bis in das untere Giebelgeschoss reichenden ausluchtartigen Vorbauten an der Ost- und Westseite. Am Westgiebel schließt sich ein zweigeschossiger Übergang zum Marstall an. Der Marstall, in rechtem Winkel zum Schloss gebaut, ist zweigeschossig und hat heute ein Satteldach. Vom Übergang von Schloss zu Marstall führen zwei Tore in den seitlichen Vorhof des Wohnbaues des Burggrafen. Dieser Übergang ist zweigeschossig und auf der Außenseite mit der Stadtmauer und einem gedrungenen Rundturm verbunden. 
Eine teilweise Besichtigung ist nach Anmeldung möglich.

### Gartenanlage
Der zugehörige Englische Garten wird durch seinen alten Baumbestand, einen Teich und Teile der alten Stadtmauer geprägt. Er wurde an Stelle eines früheren barocken symmetrischen Gartens angelegt.